# 5614 Yakovlev
5614 Yakovlev este un asteroid din centura principală de asteroizi.

## Descriere
5614 Yakovlev este un asteroid din centura principală de asteroizi. A fost descoperit pe 11 noiembrie 1979 la Observatorul de Astrofizică din Crimeea de Nikolai Cernîh. El prezintă o orbită caracterizată de o semiaxă mare de 2,87 ua, o excentricitate de 0,33 și o înclinație de 6,6° în raport cu ecliptica.